# لوران سبينوسي
لوران سبينوسي (بالفرنسية: Laurent Spinosi)‏ هو لاعب كرة قدم فرنسي في مركز حراسة المرمى، ولد في 20 ديسمبر 1969 في مارسيليا في فرنسا. لعب مع أولمبيك مارسيليا.

## وصلات خارجية
- لوران سبينوسي على موقع قاعدة بيانات كرة القدم.إي يو (الإنجليزية)
- لوران سبينوسي على موقع عالم كرة القدم.نت (الإنجليزية)